# Gadès
Pour les articles homonymes, voir Gades.
Gadès (Gadir en punique, Agadir en berbere, Didýme en grec ancien), est une cité antique, située aux environs de Cadix, en Espagne. Toujours considérée comme une île, elle a été décrite par les auteurs comme Pomponius Mela (De chorographia, livre III, chapitre VI, évoquée dans le IX) et Pline l'Ancien (livre IV, chapitre XXXVI. de son Naturalis Historia). Antonio García y Bellido en fait le commentaire suivant « La ville disposait de deux centres urbains, l'un dans les îles et l'autre dans le continent, c'est de là que lui vient le nom de Didýme, en Grec didyma signifie « jumeau ». ».
La cité fut fondée vers 1100 av. J.-C. par les Phéniciens, au sud de l'Ibérie, à l'entrée du détroit de Gibraltar, sur le golfe atlantique de Gadès. Ses habitants, les Gaditains, étaient des commerçants et des marins réputés.

## Étymologie et dénomination
Le nom de Gadès, autrefois connu sous le nom de Gadir, tire son origine du mot punique Gadir, qui signifie littéralement « mur », « muraille » ou encore « enceinte fortifiée ». Ce terme puise lui-même ses racines dans la racine sémitique GDR, que l'on retrouve dans plusieurs langues de la famille sémitique et qui évoque l'action d'« empiler des pierres » ou de « construire un mur de pierres sèches ». Ainsi, le toponyme Gadir renvoie à une structure défensive ou à une ville ceinte de murs, en référence à la nature fortifiée de l’établissement originel ou à sa situation stratégique sur la côte.

## Conquête de Gadir
Les Carthaginois s'emparèrent de la ville en 501 av. J.-C.. La deuxième guerre punique entre la République de Carthage et la République romaine commença par un différend sur l'hégémonie sur Sagonte, une ville côtière hellénisée et alliée de Rome. Après de nombreuses batailles entre les Romains et les Carthaginois dans la péninsule Ibérique, seul Gadir avec l'aide de Magon Barca résista un certain temps, mais assiégée par Scipion l'Africain, elle se rend sans condition à la République romaine en 206 av. J.-C., tout en maintenant sa forte activité commerciale.

## Développement de la cité:Augusta Urbs Gaditana

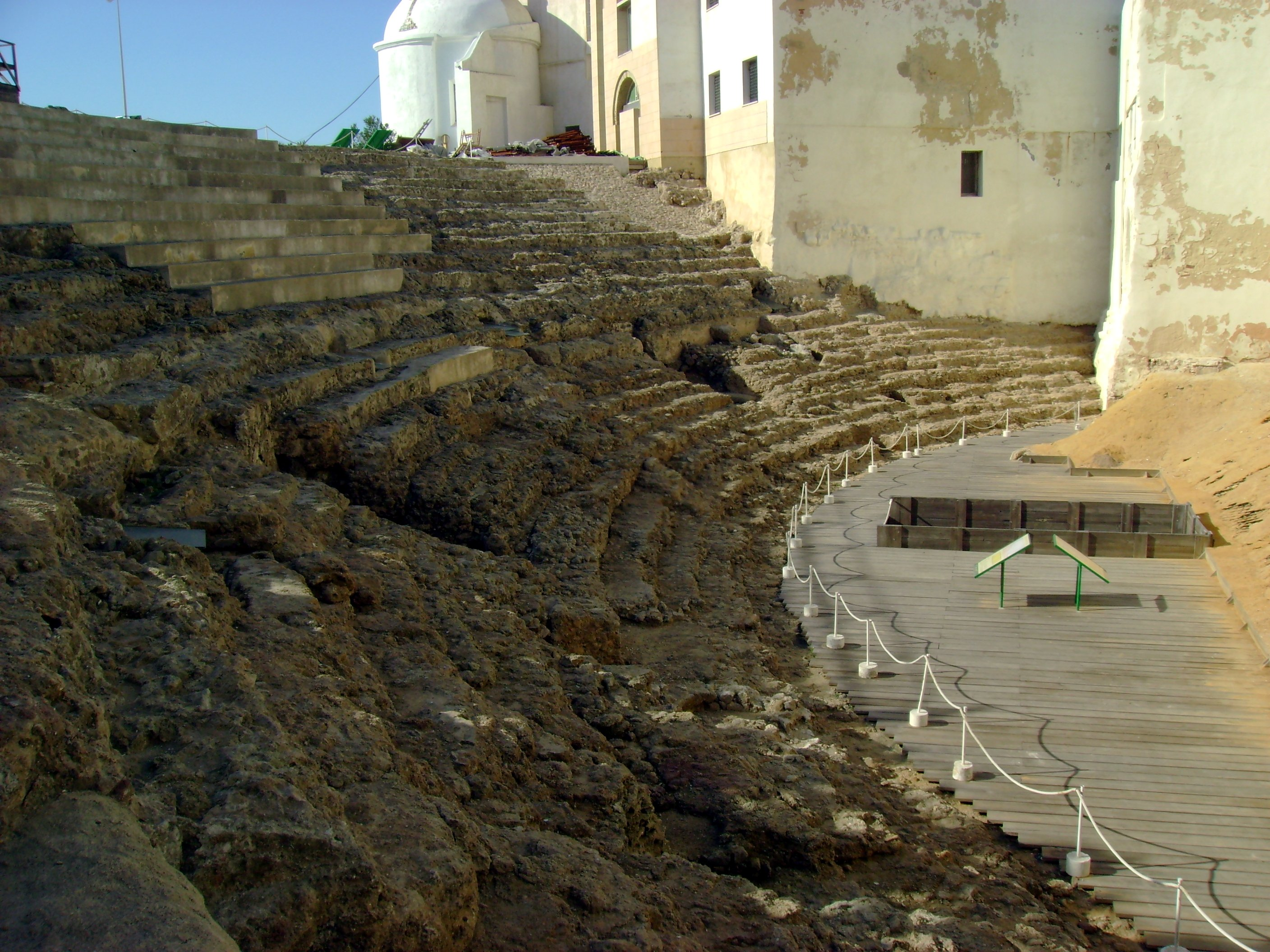
Théâtre romain de Gadès dont le diamètre de la cavea est de 120 mètres, seulement surpassé en Hispanie par celui de Cordoue.

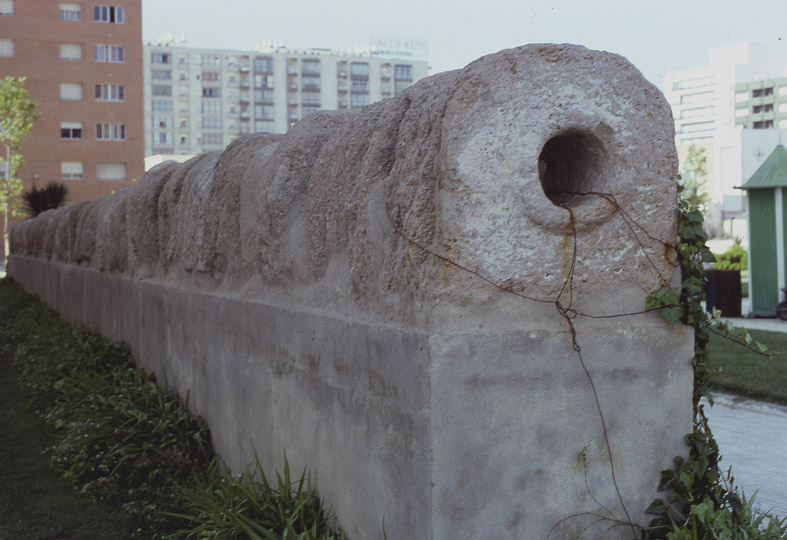
Partie restaurée de l'aqueduc. La distance totale de l'aqueduc qui transporte l'eau entre Tempul et Gadès est de 80 km.

Lors de la conquête romaine, la cité acquit le statut de civitas foederata (cité fédérée de Rome). Ce privilège permit à la ville de garder son autonomie politique et économique et ce qui profita à l'économie de la cité, qui en plus de considérablement augmenter, bénéficia d'exemption de paiement des impôts.
La ville disposait de sa propre monnaie pour faciliter le commerce. Le recto montrait Hercule, son fondateur, et le revers montrait un ou deux thunnus.
La cité disposait aussi d'un phare échelonné, typiques des villes de la Méditerranée. Les représentations antiques montrent un phare de douze corps, avec des escaliers extérieurs. Jusqu'au XIIe siècle fut préservé un phare-tour de trois corps qui exaltait une statue géante d'Hercule.
Avec la conquête romaine, les communications terrestres de Gadès se sont renforcées avec le reste de la péninsule et avec Rome, notamment grâce à la voie initialement dénommée Vía Hercúlea et, plus tard, la Via Augusta. Un cirque romain, un aqueduc et des temples furent construits, ainsi que d'autres bâtiments. C'est à cette époque que les exportations gaditaines de garum sont devenues célèbres. L'autre changement structurel est l'apport de l'eau à la ville à travers un aqueduc (es) depuis Tempul ; car cela signifiait la fin du système phénicien basé sur les citernes et établissait de nouvelles relations avec le territoire environnant. Lors de la décadence de la Gadès romaine cet aqueduc disparaît, la cité reviendra au système des citernes et jusqu'à la deuxième moitié du XIXe siècle, il n'y aura pas de conduite d'eau depuis la terre ferme.
La nouvelle ville est construite à l'initiative de Lucius Cornelius Balbus Minor, dont nous pouvons admirer les vestiges archéologiques avec le théâtre.
Jules César accorda à ses habitants la citoyenneté romaine en 49 av. J.-C. car ils avaient pris parti pour lui et chassé les pompéiens.
La ville fut détruite par les Wisigoths au Ve siècle . En 711, elle fut prise par les Maures, qui la reconstruisent.